# Johann Joachim Tielcke
Johann Joachim Tielcke auch Tielke, Tielcken oder Tielken (* 9. Juli 1648 in Rederank; † 2. Dezember 1724 in Rostock) war ein deutscher Jurist, Ratsherr und Bürgermeister in Rostock.

## Leben
Johann Joachim Tielcke war der älteste Sohn des Johann Tielcke, Brauer und Pfandherr auf Gut Rederanck, und dessen Frau Margarethe, geb. von Hahn. Er absolvierte ab 1663 ein Jurastudium an den Universitäten in Rostock und Greifswald. Im Februar 1674 legte er an der Juristischen Fakultät in Rostock sein Examen ab und im Oktober erfolgte die Promotion zum Lizentiat der Rechte. Im September 1694 wurde er zum Doktor der Rechte promoviert und zugleich zum Syndikus der Stadt Rostock ernannt. 1706 wurde er Ratsherr und kurz darauf Bürgermeister in Rostock. Er war zudem Tribunalassessor und Deputierter des mecklenburgischen Adels.
Johann Joachim Tielcke war dreimal verheiratet: in erster Ehe ab 1674 mit Christina Sophia Korthe († 1703), in zweiter Ehe ab 1704 mit Wendula Knesebeck (1658–1716), verw. Stolte und in dritter Ehe ab 1717 mit Elisabeth Katharina von Bibow, verw. von der Lühe. Sein gleichnamiger Sohn Johann Joachim Tielcke (1686–1756) wurde ebenfalls Jurist und Syndikus. Er war in Stralsund 1712 Kammersekretär, 1719 Protonotar und ab 1728 Ratsherr. 
Tielckes jüngerer Bruder war Heinrich Christian Tielcke (1659–1711), Professor der Eloquenz an der Rostocker Universität.